# Z1
El Z1 és considerat com el primer ordinador mecànic programable del món. Va ser dissenyat per l'enginyer alemany Konrad Zuse entre 1935 i 1936, construït entre 1936 i 1938, i destruït al costat de tots els seus plànols de construcció al desembre de 1943 durant el bombardeig aliat de Berlín a la Segona Guerra Mundial.
El Z1 va ser el primer d'una sèrie d'equips que Zuse va dissenyar. El seu nom original va ser «V1» per VersuchsModell 1 (significant Model Experimental 1). Després de la Segona Guerra Mundial, va ser reanomenat «Z1» per diferenciar-lo de les bombes volants dissenyades per Robert Lusser. El Z2 i Z3 es basen en moltes de les mateixes idees que el Z1.

## Història de l'ordinador
Als anys 1930 no existia pas la indústria de la computació, tan sols es podien trobar certes calculadores mecàniques orientades al comerç molt primitives. Els matemàtics i enginyers s'havien de construir les seves pròpies calculadores.
Zuse treballava en la indústria aeronàutica. Per als dissenys d'avions es requerien constants càlculs matemàtics que havien de repetir-se d'acord amb unes variables. D'aquesta manera va sorgir la necessitat de crear una màquina que repetís els complexos càlculs i que els guardés en memòria per a referències futures.
Entre el 1936 i el 1938, Konrad Zuse va intentar construir el primer ordinador, una calculadora mecànica basada en el sistema binari que operava amb electricitat i amb la possibilitat de poder programar-la, encara que de forma limitada. Feia ús de relés elèctrics per automatitzar els processos. No obstant això, tan sols va aconseguir realitzar un prototip que va rebre el nom del Z1 i que mai va arribar a funcionar de forma correcta a causa de la falta de perfeccionament dels elements mecànics. Aquesta màquina va ser finançada completament amb diners privats (principalment de familiars i amics de Zuse, inclòs ell mateix) i va ser creada a l'apartament dels seus pares. El govern nazi mai va confiar massa en els treballs de Zuse i per això va obtenir escàs suport.
La Z1 és la predecessora dels models Z2 i Z3, creats pel mateix Zuse i en les quals va intentar esmenar les fallades del model Z1. Cap d'aquestes màquines no van sobreviure a la Segona Guerra Mundial, van ser destruïdes al bombardeig de Berlín. No obstant això, l'obra de Zuse no es va perdre completament, ja que podem trobar una reconstrucció de la Z1 al Deutsches Technikmuseum Berlin (reconstruïda per ell mateix reutilitzant peces de l'original), a més de l'ordinador Z4, que va ser construït uns anys més tard després de crear una empresa que va situar en Àustria, i que va ser venuda a una empresa Suïssa, fins a arribar a muntar 251 ordinadors en total.

## Disseny

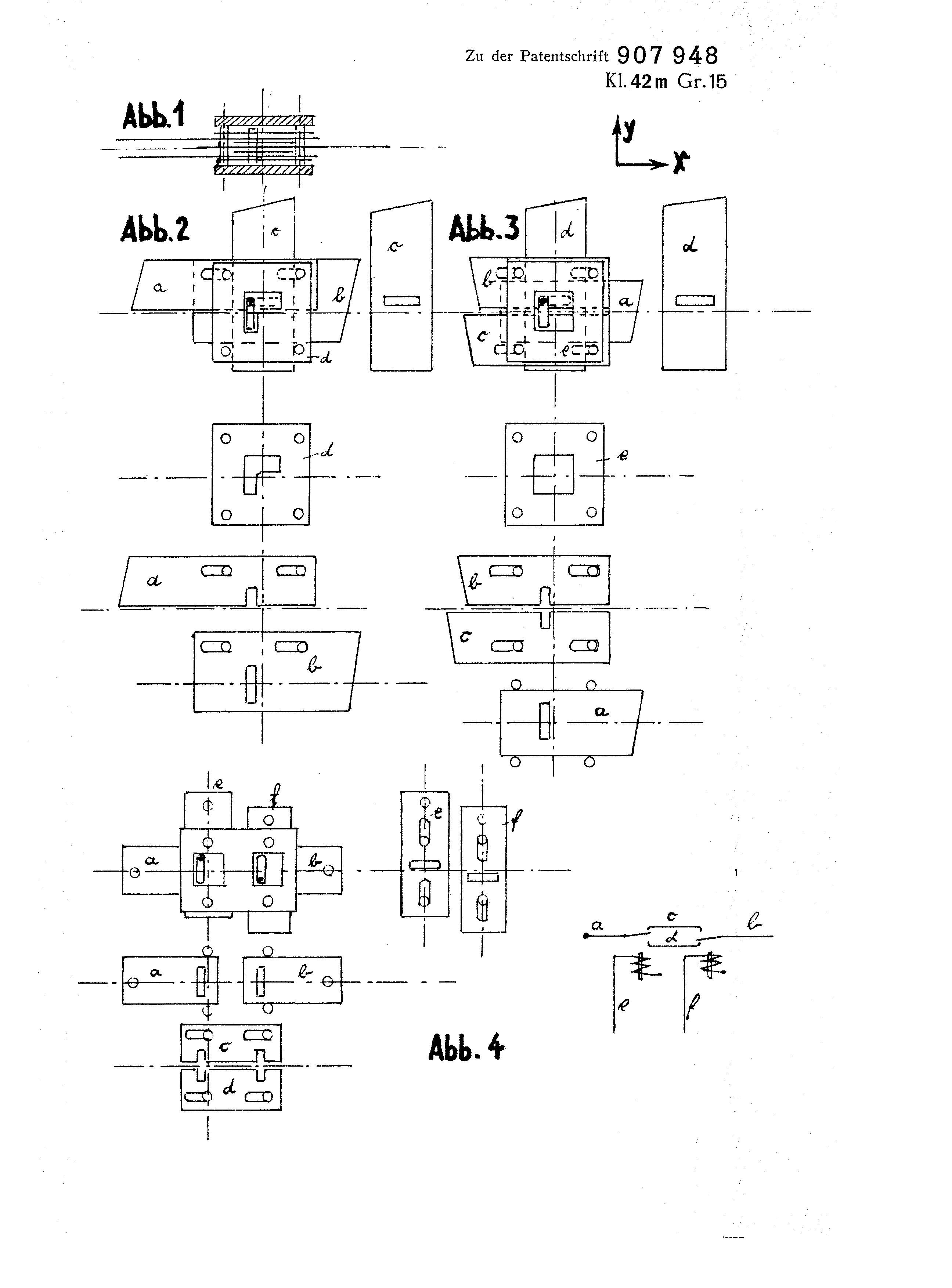
Patent de Zuse per un relé mecànic al maig de 1936

La Z1 contenia gairebé totes les parts d'un ordinador modern, és a dir, unitat de control, memòria, lògica micro-programada, unitat aritmètica amb coma flotant (la unitat de lògica booleana no es va realitzar) i dispositius d'entrada-sortida. La Z1 era programable parcialment mitjançant un programa en cinta perforada i un lector de cinta perforada. Hi ha una clara separació entre el lector de cinta perforada, la unitat de control per a la supervisió de tota la màquina i l'execució de les instruccions, la unitat aritmètica, i la d'entrada/sortida.
La Z1 era un sumador/restador de nombres de 22 bits amb coma flotant, amb una mica de lògica de control perquè fos capaç d'operacions més complexes com la multiplicació (per addicions successives) i la divisió (per subtraccions successives). El conjunt d'instruccions del Z1 disposava de nou instruccions, cadascuna prenia entre un i vint cicles per instrucció.
La Z1 tenia una memòria de 64 paraules amb coma flotant, en la qual cada paraula de la memòria es podia llegir i escriure per la unitat de control. Les unitats de memòria mecàniques eren úniques en el seu disseny i van ser patentats per Konrad Zuse el 1936, consistien en una sèrie de làmines metàl·liques disposades per fer de condensadors. La màquina era només capaç d'executar instruccions que llegia del lector de cinta perforada, per la qual cosa el programa en si no s'ha carregat íntegrament en la memòria interna per endavant.
L'entrada i la sortida es mostrava en nombres decimals amb exponent decimal, per la qual cosa cada unitat contenia maquinària especial per a la conversió de nombres decimals cap a i des de nombres binaris. Les instruccions d'entrada i sortida es llegeixen o s'escriuen com a nombres en coma flotant. La cinta del programa era una cinta de paper de 35 mm amb les instruccions codificades en els forats perforats.

## Especificacions
- Memòria: 64 paraules de 22 bits
- Velocitat de rellotge: 1 Hz
- Registres: Dos registres en coma flotant de 22 bits cadascun
- Unitat Aritmètica: quatre operacions bàsiques (sumar, restar, multiplicar, dividir) per a nombres binaris de coma flotant
- Pes: 1000 kg
- Velocitat mitjana de càlcul: Suma en 5 segons, multiplicació en 10 segons
- Àrea d'aplicació: Prototip
- Entrada: Nombres decimals en coma flotant
- Sortida: Nombres decimals en coma flotant

## Joc d'instruccions
La màquina disposava de 6 instruccions únicament, aritmètiques i de maneig de memòria, faltant-li instruccions de comparació o salt:
- Suma (3 cicles de rellotge)
- Resta (4 o 5 cicles de rellotge depenent del resultat)
- Multiplicació (16 cicles de rellotge)
- Divisió (18 cicles de rellotge)

- Llegir de memòria (1 cicle de rellotge)
- Guardar en memòria (0 o 1 cicle de rellotge)

## Reconstrucció

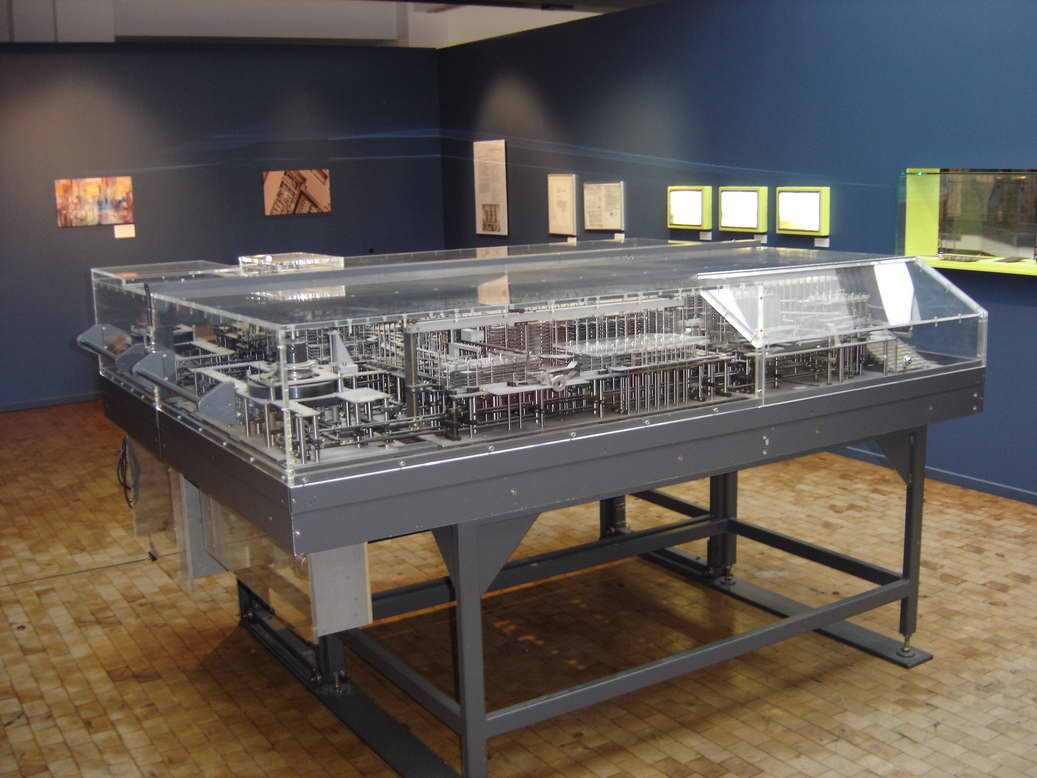
Reconstrucció del Z1

La Z1 original, juntament amb els seus plànols de construcció originals, va ser destruïda durant els bombardeigs de Berlín pels aliats durant la Segona Guerra Mundial, però al 1986 i recolzat per la Universitat Lliure de Berlín, Zuse va decidir reconstruir la màquina. Usant algunes peces de l'original, es van construir milers d'elements de la Z1 de nou, i es va acabar la reconstrucció del dispositiu en 1989. El reconstruït Z1 (a la foto) es mostra al Deutsches Technikmuseum Berlin.

## Per a més informació
- Zuse, Konrad. The Computer - My Life.  Springer-Verlag, 1993. ISBN 3-540-56453-5.